# 第71戦車連隊
第71戦車連隊（だいななじゅういちせんしゃれんたい、JGSDF 71st Tank Regiment）は、陸上自衛隊北千歳駐屯地（北海道千歳市）に駐屯する第7師団隷下の機甲科（戦車）部隊である。

## 概要
連隊長は1等陸佐（二）が充てられ、連隊本部、本部管理中隊および4個戦車中隊から編成される。
1981年（昭和56年）3月に第7師団の機甲師団への改編に伴い、第1戦車団から一部部隊を異動し、第7戦車大隊を第71戦車連隊（4個戦車中隊基幹）に増強改編。戦車定数は各中隊18両（4個小隊各4両および中隊本部2両）および連隊本部2両の合計74両。
部隊マークは、”鉄牛”北海道と数字の7と牛を図案化し、組み合わせたもの。7は第7師団第7戦車大隊の伝統を受け継いでいる事を意味する。

## 沿革
- 1960年（昭和35年）8月：第1特車群に第7特車大隊準備命令が下達される。群本部に準備室の設置および基幹要員を群本部に配置し編成準備を行う。隷下の戦車大隊から新編用戦車を群本部へ管理替え。

第7特車大隊
- 1961年（昭和36年）
  - 2月28日：第1特車群本部から独立し、第7特車大隊が北恵庭駐屯地において新編。第7混成団長に隷属。
  - 3月9日：北恵庭駐屯地から東千歳駐屯地に移駐。

第7戦車大隊
- 1962年（昭和37年）
  - 1月18日：第7特車大隊が第7戦車大隊（4個戦車中隊基幹）に称号変更。
  - 8月15日：第7混成団が第7師団に改編。
  - 8月28日：東千歳駐屯地から北千歳駐屯地に移駐。
  - 12月14日：61式戦車を装備開始。
- 1976年（昭和51年）2月24日：74式戦車を装備開始。

第71戦車連隊
- 1981年（昭和56年）3月25日：第7師団の機甲師団への改編[2]。

1. 第7戦車大隊（北千歳駐屯地）が廃止[3]。
2. 第71戦車連隊（4個戦車中隊基幹）が北千歳駐屯地において編成完結[1][2]。

- 1990年（平成02年）3月26日：戦車北転事業による戦車増強により、第5戦車中隊を新編。
- 1992年（平成04年）6月：90式戦車を装備開始。90式戦車装備の中隊の戦車定数は14両（3個小隊各4両および中隊本部2両）[1]。
- 2000年（平成12年）3月28日：後方支援体制変換に伴い、整備部門を第7後方支援連隊第2整備大隊第1戦車直接支援中隊へ移管｡
- 2017年（平成29年）1月：10式戦車を装備開始。
- 2023年（令和05年）3月16日：連隊改編[2][4]。

1. 第5戦車中隊を廃止し、4個戦車中隊基幹に改編。
2. 10式戦車に更新完了。

## 部隊編成
- 第71戦車連隊本部
- 本部管理中隊「71戦-本」
  - 中隊本部：10式戦車、73式装甲車
  - 連隊本部班

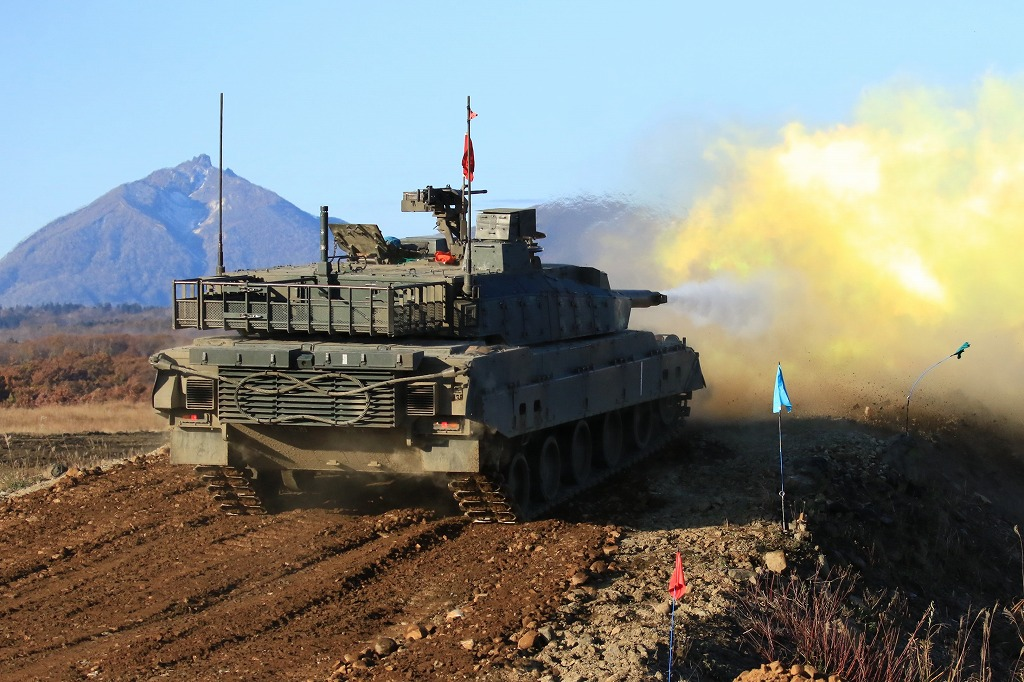
射撃する10式戦車

  - 偵察小隊：87式偵察警戒車、軽装甲機動車等
  - 施設小隊：73式装甲車、91式戦車橋等
  - 通信小隊
  - 補給小隊：3 1/2tトラック
  - 衛生小隊：1トン半救急車
- 第1戦車中隊「71戦-1」：10式戦車、73式装甲車
- 第2戦車中隊「71戦-2」：10式戦車、73式装甲車
- 第3戦車中隊「71戦-3」：10式戦車、73式装甲車
- 第4戦車中隊「71戦-4」：10式戦車、73式装甲車

## 整備支援部隊
- 第7後方支援連隊第2整備大隊第1戦車直接支援中隊「7後支-2整-1戦」（北千歳駐屯地）：2000年（平成12年）3月28日から

## 主要幹部
| 官職名         | 階級    | 氏名     | 補職発令日     | 前職                         |
| -------------- | ------- | -------- | -------------- | ---------------------------- |
| 第71戦車連隊長 | 1等陸佐 | 湯澤憲治 | 2024年06月24日 | 西部方面総監部防衛部防衛課長 |

| 代 | 氏名       | 在職期間                        | 前職                                                   | 後職                                            |
| -- | ---------- | ------------------------------- | ------------------------------------------------------ | ----------------------------------------------- |
| 01 | 野本眞二   | 1981年03月25日 - 1982年08月01日 | 第7師団司令部勤務                                      | 陸上自衛隊富士学校機甲科部 教育課長             |
| 02 | 佐藤允志   | 1982年08月02日 - 1985年08月07日 | 陸上幕僚監部教育訓練部教育課 学校第1班長               | 第11師団司令部幕僚長                            |
| 03 | 木場隆三   | 1985年08月08日 - 1987年03月15日 | 陸上自衛隊富士学校総務部人事課長                       | 八戸駐屯地業務隊長                              |
| 04 | 溝内好昭   | 1987年03月16日 - 1989年03月15日 | 陸上幕僚監部教育訓練部訓練課 訓練班長                  | 第1師団司令部幕僚長                             |
| 05 | 土橋健二   | 1989年03月16日 - 1990年07月08日 | 陸上幕僚監部調査部調査第2課 調査第2班長                | 陸上幕僚監部調査部調査第1課長                   |
| 06 | 大内恭武   | 1990年07月09日 - 1992年11月30日 | 統合幕僚学校学校教官                                   | 千僧駐屯地業務隊長                              |
| 07 | 木元寛明   | 1992年12月01日 - 1995年06月29日 | 西部方面総監部防衛部訓練課長                           | 陸上自衛隊富士学校総合研究開発部 主任研究開発官 |
| 08 | 鈴木陽     | 1995年06月30日 - 1997年06月30日 | 陸上幕僚監部人事部補任課 人事第1班長                   | 陸上幕僚監部装備部装備計画課長                  |
| 09 | 平川眞士   | 1997年07月01日 - 1999年03月31日 | 東北方面総監部防衛部訓練課長                           | 陸上自衛隊富士学校機甲科部 教育課長             |
| 10 | 黒住祥正   | 1999年04月01日 - 2001年06月28日 | 陸上自衛隊幹部学校学校教官                             | 陸上自衛隊富士学校機甲科部 教育課長             |
| 11 | 岩田清文   | 2001年06月29日 - 2003年03月26日 | 陸上幕僚監部防衛部運用課 運用第1班長                   | 陸上幕僚監部装備部装備計画課長                  |
| 12 | 末村友幸   | 2003年03月27日 - 2005年07月27日 | 陸上自衛隊研究本部研究員                               | 陸上自衛隊幹部学校主任教官                      |
| 13 | 徳田秀久   | 2005年07月28日 - 2007年08月31日 | 陸上自衛隊研究本部研究員                               | 北部方面総監部防衛部長                          |
| 14 | 高田克樹   | 2007年09月01日 - 2008年07月31日 | 統合幕僚監部運用部運用第1課 防衛警備班長               | 陸上幕僚監部装備部装備計画課長                  |
| 15 | 杉本嘉章   | 2008年08月01日 - 2010年07月31日 | 第12旅団司令部第3部長                                  | 自衛隊高知地方協力本部長                        |
| 16 | 森下泰臣   | 2010年08月01日 - 2012年03月29日 | 統合幕僚監部運用部運用第1課 防衛警備班長               | 陸上幕僚監部防衛部防衛課長                      |
| 17 | 嶋本学     | 2012年03月30日 - 2013年07月31日 | 陸上自衛隊富士学校主任教官                             | 陸上自衛隊研究本部主任研究開発官                |
| 18 | 武田敏裕   | 2013年08月01日 - 2014年08月04日 | 陸上幕僚監部運用支援・情報部 運用支援課運用支援第1班長 | 陸上幕僚監部教育訓練部 教育訓練計画課長         |
| 19 | 橋本賦     | 2014年08月05日 - 2016年07月31日 | 陸上幕僚監部教育訓練部 教育訓練計画課制度班長          | 陸上幕僚監部防衛部防衛課勤務                    |
| 20 | 大北知史   | 2016年08月01日 - 2018年07月31日 | 第6師団司令部第3部長                                   | 東部方面指揮所訓練支援隊長                      |
| 21 | 山本雅史   | 2018年08月01日 - 2019年08月22日 | 第7師団司令部第3部長                                   | 陸上幕僚監部装備計画部装備計画課長              |
| 22 | 東峰昌生   | 2019年08月23日 - 2021年03月25日 | 統合幕僚監部防衛計画部防衛課 防衛班長                  | 陸上自衛隊富士学校機甲科部教育課長              |
| 23 | 伊達俊之   | 2021年03月26日 - 2023年03月29日 | 統合幕僚監部防衛計画部防衛課 防衛班長                  | 陸上幕僚監部防衛部防衛課長                      |
| 24 | 前田健一郎 | 2023年03月30日 - 2024年06月23日 | 陸上幕僚監部監理部総務課企画班長                       |                                                 |
| 25 | 湯澤憲治   | 2024年06月24日 -                | 西部方面総監部防衛部防衛課長                           |                                                 |

## 主要装備
- 10式戦車
- 73式装甲車
- 91式戦車橋（本部管理中隊施設小隊）
- 87式偵察警戒車（本部管理中隊偵察小隊）
- 軽装甲機動車
- 10式雪上車
- 1/2tトラック / 73式小型トラック
- 1 1/2tトラック / 73式中型トラック
- 3 1/2tトラック / 73式大型トラック
- 89式5.56mm小銃
- 9mm拳銃

## 警備隊区
室蘭市、登別市、伊達市、壮瞥町、洞爺湖町、豊浦町

## 廃止部隊
- 第5戦車中隊「71戦-5」：2023年（令和 5年）3月15日廃止[4][2]。